# トゥル語
トゥル語 ( または ತುಳು ಬಾಸೆ, Tuḷu bāse, [ˈtuɭu ˈbɒːsæ] [?]) は ドラヴィダ語族に属する南部ドラヴィダ語派の言語のひとつである。話者は195万人 (1997)。話者は、トゥルヴァ（トゥル人とも）と呼ばれる人々で、その多くは インド南西部のトゥル・ナドゥと呼ばれる地域に住んでいる。
南部ドラヴィダ語派だが南部ドラヴィダ祖語から早期に分岐したため、いくつかの点でタミル・カンナダ系（タミル語、カンナダ語）にない要素を持っている。トゥル語には文字で書かれた文学は少ないが、叙事詩などの豊かな口承文学を持っている。

## 言語名別称
- Tal
- Tallu
- Thalu
- Thulu
- Tilu
- Tullu
- Tuluva Bhasa